# Cá tầm thìa Amu Darya nhỏ
Cá tầm thìa Amu-dar nhỏ (tên khoa học Pseudoscaphirhynchus hermanni) là một loài cá thuộc họ Acipenseridae. Nó được tìm thấy ở Tajikistan, Turkmenistan, và Uzbekistan.